# 天津条約 (1858年)
天津条約（てんしんじょうやく、英語: Treaty of Tianjin）は、中国の天津において、清国と諸外国間に締結された17条約の通称。

## 概要
1856年に始まったアロー戦争で英仏連合軍が広州を占領し、その後さらに北上して天津を制圧したため、清朝が天津でロシア帝国・アメリカ合衆国・イギリス・フランスの4国と結んだものである。
特にイギリスとの間に結ばれた条約は56条にも及ぶ外国の特権を規定しており、それ以後の不平等条約の原型となった。

## 締結
清朝側代表は大学士桂良であった。
まず清朝はロシアと1858年6月13日に締結、その後6月18日にアメリカと、さらに6月26日にイギリス、6月27日にフランスと締結した。

## 条約の内容
主な内容は以下の通りである。
1. 軍事費の賠償（イギリスに対し400万両、フランスに対し200万両の銀）
2. 外交官の北京駐在
3. 外国人の中国での旅行と貿易の自由、治外法権
4. 外国艦船の揚子江通行の権利保障
5. キリスト教布教の自由と宣教師の保護
6. 牛荘（満州）、登州（山東）、漢口（長江沿岸）、九江（長江沿岸）、鎮江（長江沿岸）、台南（台湾）、淡水（台湾）、潮州（広東省東部、後に同地方の汕頭に変更）、瓊州（海南島）、南京（長江沿岸）の10港を開港
7. 公文書における西洋官吏に対して「夷」（蛮族を指す）の文字を使用しない

ロシアとアメリカとは翌年（1859年）批准を交換したが、イギリスとフランスとは批准交換の使節の入京に際して紛争を生じたことから、条約の批准を拒んだ。このため英仏軍はさらに天津に上陸、北京をも占領したため、ロシアの仲介で1860年の北京条約が締結され、天津の開港や外国公使の北京駐在、九竜半島南端の英国への割譲が追加された。したがって、1858年の天津条約は1860年の批准まで履行されなかった。